# Copa Montevideo 1954
La Copa Montevideo 1954 fue la segunda edición de la Copa Montevideo, tradicional competencia  internacional considerada precursora del actual mundial de clubes. Fue un torneo de verano no amistoso que reunía a los principales equipos de fútbol de América del Sur y Europa. Se disputó en su totalidad en el Estadio Centenario en Montevideo, Uruguay, entre los días 21 de enero y 25 de febrero de 1954.

## Participantes
En la segunda edición participaron ocho equipos, los cuales se enfrentaron en formato de liga todos contra todos en una ronda:
|          |         |             |         |            |              |                  | Bandera de Suecia |
| Nacional | Peñarol | Rapid Viena | América | Fluminense | Alianza Lima | Sportivo Luqueño | Norrköping        |
| -------- | ------- | ----------- | ------- | ---------- | ------------ | ---------------- | ----------------- |

Todos los partidos se disputaron en el Estadio Centenario en dobles jornadas. En la segunda edición repitió Fluminense entre los invitados. Además, aparecieron equipos que se habían coronado campeón en sus ligas hacía poco tiempo, en Perú, Austria y Suecia, además del nuevo campeón paraguayo (Sportivo Luqueño).

## Tabla de posiciones
| Pos. | Equipo           |  | PJ | PG | PE | PP | GF | GC | Dif. | Puntos |
| ---- | ---------------- |  | -- | -- | -- | -- | -- | -- | ---- | ------ |
| 1    | Peñarol          |  | 7  | 7  | 0  | 0  | 30 | 7  | 23   | 14     |
| 2    | Nacional         |  | 7  | 5  | 1  | 1  | 17 | 8  | 9    | 11     |
| 3    | Fluminense       |  | 7  | 3  | 1  | 3  | 17 | 11 | 6    | 7      |
| 4    | Alianza Lima     |  | 7  | 3  | 1  | 3  | 12 | 16 | -4   | 7      |
| 5    | Rapid Viena      |  | 7  | 3  | 0  | 4  | 10 | 13 | -3   | 6      |
| 6    | América          |  | 7  | 2  | 0  | 5  | 9  | 15 | -6   | 4      |
| 7    | Norrköping       |  | 7  | 2  | 0  | 5  | 5  | 11 | -6   | 4      |
| 8    | Sportivo Luqueño |  | 7  | 1  | 1  | 5  | 8  | 27 | -19  | 3      |

| Uruguay                                          |
| Campeón Copa Montevideo 1954 Peñarol 1.er título |